# 2018년 동계 올림픽 루지 2인승
2018년 동계 올림픽의 루지 남자 2인승 종목은 2018년 2월 14일 대한민국 평창군의 알펜시아 슬라이딩 센터에서 진행된다.

## 예선
대회 출전권 배정은 2017-18시즌 월드컵 5차까지의 결과를 점수로 합산한 세계랭킹에 따른다. 이번 대회에서 총 110쿼터의 출전권이 각 선수들에게 배정되며, 남자 37명, 여자 27명, 그리고 단체 17팀이 처음에 배정된다. 한 국가당 돌아가는 출전권의 최대치는 남자 3명, 여자 3명, 단체 2팀이다. 단 개최국인 대한민국은 선수가 최소요건을 갖추기만 한다면 남자, 여자, 단체 종목에 바로 한 명/팀씩 출전권이 자동 부여된다. 이후에는 8명분 쿼터가 새로 배정되는데 먼저 최상위 단체 팀 중 팀원 세 명 중에 출전권을 부여받지 못하는 경우가 있다면 우선 부여되고, 그 후에도 남은 쿼터가 있다면 동등하게 배분 처리된다.
다음은 남자 2인승 종목의 참가국별 선수 명단이다.
| - (KOR) - (GER) - (GER) - (LAT) - (LAT) | - (OAR) - (OAR) - (ROU) - (USA) - (USA) | - (SVK) - (AUT) - (AUT) - (UKR) - (ITA) | - (ITA) - (CZE) - (CZE) - (CAN) - (POL) |

## 경기 일정
모든 시간은 한국 시간 기준이다.
| 날짜     | 시간  | 경기     |
| -------- | ----- | -------- |
| 2월 14일 | 20:20 | 1차 시도 |
| 2월 14일 |       | 2차 시도 |

## 결과
두 차례의 시도가 진행되며 2차 시도에서 메달색이 가려진다.